# Барнсвилл (тауншип, Миннесота)
Барнсвилл (англ. Barnesville) — тауншип в округе Клей, Миннесота, США. На 2000 год его население составило 149 человек.

## География
По данным Бюро переписи населения США площадь тауншипа составляет 92,0 км², из которых 92,0 км² занимает суша, водоёмов нет.

## Демография
По данным переписи населения 2000 года здесь находились 149 человек, 55 домохозяйств и 44 семьи. Плотность населения —  1,6 чел./км². На территории тауншипа расположено 60 построек со средней плотностью 0,7 построек на один квадратный километр. Расовый состав населения: 98,66 % белых, 0,67 % — других рас США и 0,67 % приходится на две или более других рас.
Из 55 домохозяйств в 36,4 % воспитывались дети до 18 лет, в 76,4 % проживали супружеские пары, в 3,6 % проживали незамужние женщины и в 18,2 % домохозяйств проживали несемейные люди. 10,9 % домохозяйств состояли из одного человека, при том 3,6 % из — одиноких пожилых людей старше 65 лет. Средний размер домохозяйства — 2,71, а семьи — 2,98 человека.
24,8 % населения — младше 18 лет, 6,7 % — в возрасте от 18 до 24 лет, 20,8 % — от 25 до 44, 36,9 % — от 45 до 64, и 10,7 % — старше 65 лет. Средний возраст — 42 года. На каждые 100 женщин приходилось 122,4 мужчин. На каждые 100 женщин старше 18 приходилось 119,6 мужчин.
Средний годовой доход домохозяйства составлял 46 750 долларов, а средний годовой доход семьи —  48 500 долларов. Средний доход мужчин —  31 250  долларов, в то время как у женщин — 24 583. Доход на душу населения составил 16 317 долларов. За чертой бедности не находилась ни одна семья и 2,9 % всего населения тауншипа, из которых 9,5 % старше 65 лет.